# Woodford (Northamptonshire)
Woodford is een civil parish in het bestuurlijke gebied East Northamptonshire, in het Engelse graafschap Northamptonshire met 1461 inwoners.